# Ilybius walsinghami
Ilybius walsinghami är en skalbaggsart som först beskrevs av George Robert Crotch 1873.  Ilybius walsinghami ingår i släktet Ilybius och familjen dykare. Inga underarter finns listade i Catalogue of Life.